# 小行星2924
小行星2924（2924 Mitake-mura）是一颗围绕太阳公转的小行星。1977年2月18日，香西洋树、古川麒一郎在木曾町发现了此天体。
該小行星以日本長野縣西南部的舊木曾郡三岳村命名。
这颗小行星的绝对星等为193.3744740792372等。